# Viellenave-de-Navarrenx
Viellenave-de-Navarrenx település Franciaországban, Pyrénées-Atlantiques megyében. Lakosainak száma 162 fő (2022. január 1.). Viellenave-de-Navarrenx Araux, Audaux, Bastanès, Bugnein, Castetnau-Camblong és Charre községekkel határos.

## Népesség
A település népessége az elmúlt években az alábbi módon változott:
| Lakosok száma | 169  | 163  | 165  | 161  | 164  | 166  | 169  | 165  | 162  |
|               | 2013 | 2015 | 2016 | 2017 | 2018 | 2019 | 2020 | 2021 | 2022 |